# Kanton Givors
Givors is een voormalig kanton van het Franse departement Rhône. Het kanton maakt deel uit van het arrondissement Lyon.

## Gemeenten
Het kanton Givors omvat de volgende gemeenten:
- Chassagny
- Échalas
- Givors (hoofdplaats)
- Grigny
- Millery
- Montagny
- Saint-Andéol-le-Château
- Saint-Jean-de-Touslas
- Saint-Romain-en-Gier